# پینکارا
پینکارا (به ایتالیایی: Pincara) یک کومونه در ایتالیا است که در استان روویگو واقع شده‌است. پینکارا ۱۷٫۸ کیلومتر مربع مساحت و ۱٬۲۹۸ نفر جمعیت دارد.